# جوزيف غوبوت
جوزيف غوبوت هو سياسي كندي، ولد في 12 مايو 1850 في لامبتون في كندا، وتوفي في 1 أبريل 1923 في مدينة كيبك في كندا. نشط حزبياً في الحزب الليبرالي الكندي. وقد انتخب عمدة وانتخب عضو مجلس الشيوخ الكندي ‏ عن دائرة La Salle ‏ (4 أبريل 1901 – 1 أبريل 1923) وانتخب عضو مجلس العموم الكندي عن دائرة Beauce (electoral district) ‏ (22 فبراير 1887 – 4 أبريل 1901).